# Maxwell Perry Cotton
Maxwell Perry Cotton (n. 7 mai 2000, San Diego, California, SUA)  este un actor american. Este cunoscut datorită rolului său din filmul „A Dennis Menace Christmas” (2007) unde îl interpretează pe Dennis Mitchell.
A mai jucat în Murdering Mama's Boy (2007), Welcome to Jungle Gym (2006), Like Dandelion Dust (2009) și în serialul „Brothers & Sisters” unde il interpreta pe Cooper Whedon. Acesta are un frate mai mic pe nume Mason Vale Cotton.

## Filmografie
- Mother Goose Parade-2007
- Welcome to Jungle Gym-2006(TV)
- Untold Stories of the Er-2006(TV)
- A Dennis Menace Christmas-2007
- Murdering Mama's Boy-2007
- Dangerous Women-2009(TV)
- Brothers & Sisters-(2006-2009)-(TV)
- Like Dandelion Dust-2009
- Radio Free Albemuth-2009